# José de Jesús Mendoza Magaña
José de Jesús Mendoza Magaña (Città del Messico, 10 gennaio 1979) è un ex calciatore messicano, di ruolo centrocampista.

## Palmarès

### Club

#### Competizioni nazionali
- Campionato messicano: 2

América: Verano 2002, Clausura 2005
- Supercoppa del Messico: 1

América: 2005

#### Competizioni internazionali
- CONCACAF Giants Cup: 1

América: 2001

### Nazionale
- Giochi panamericani: 1

1999